# St. Maria Magdalena (Plötzky)

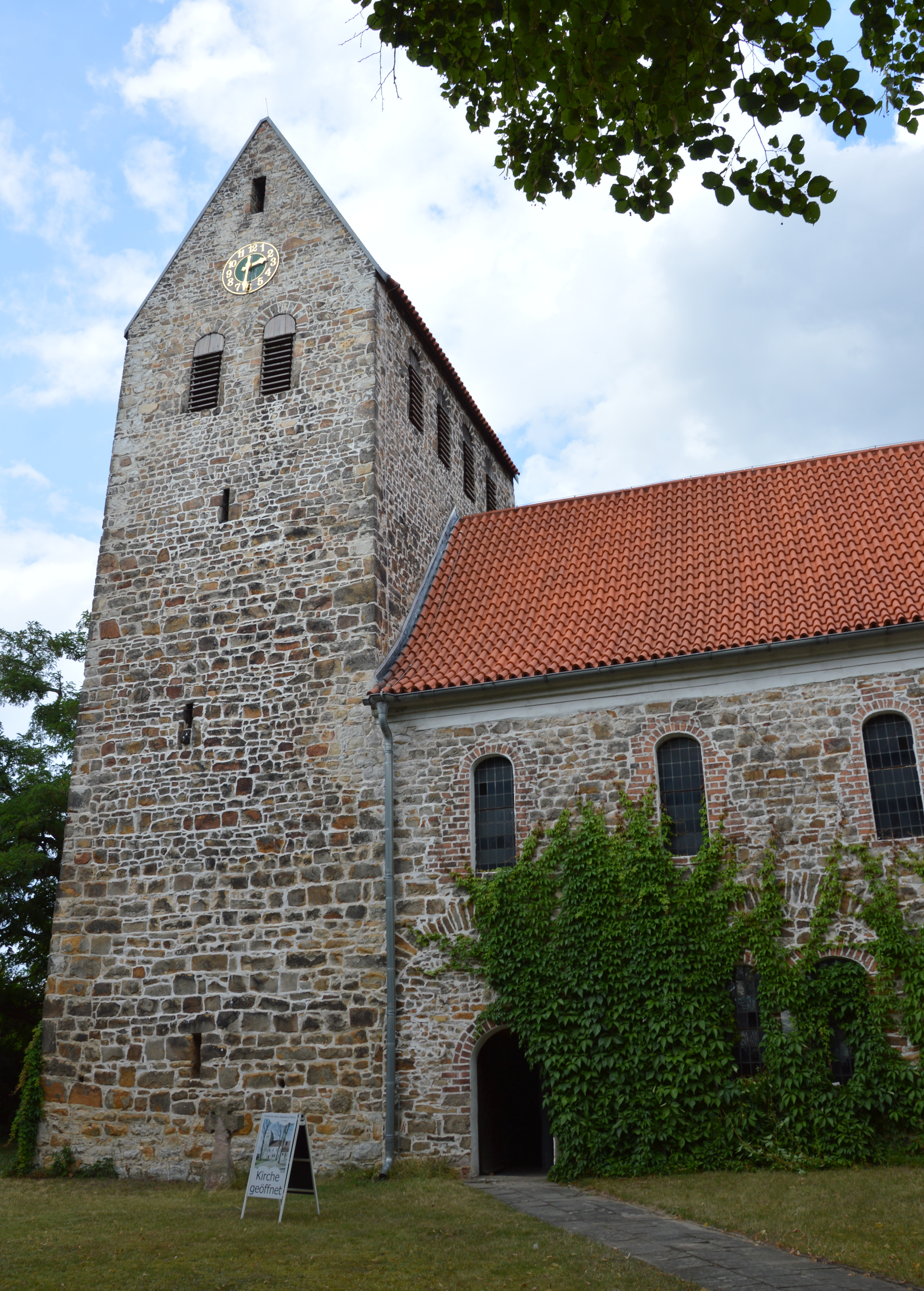
Turm

St. Maria Magdalena ist eine Kirche im zur Stadt Schönebeck (Elbe) gehörenden Dorf Plötzky in Sachsen-Anhalt. Sie gehört zum Kirchspiel Gommern & Pretzien im Kirchenkreis Elbe-Fläming der Evangelischen Kirche in Mitteldeutschland.

## Lage

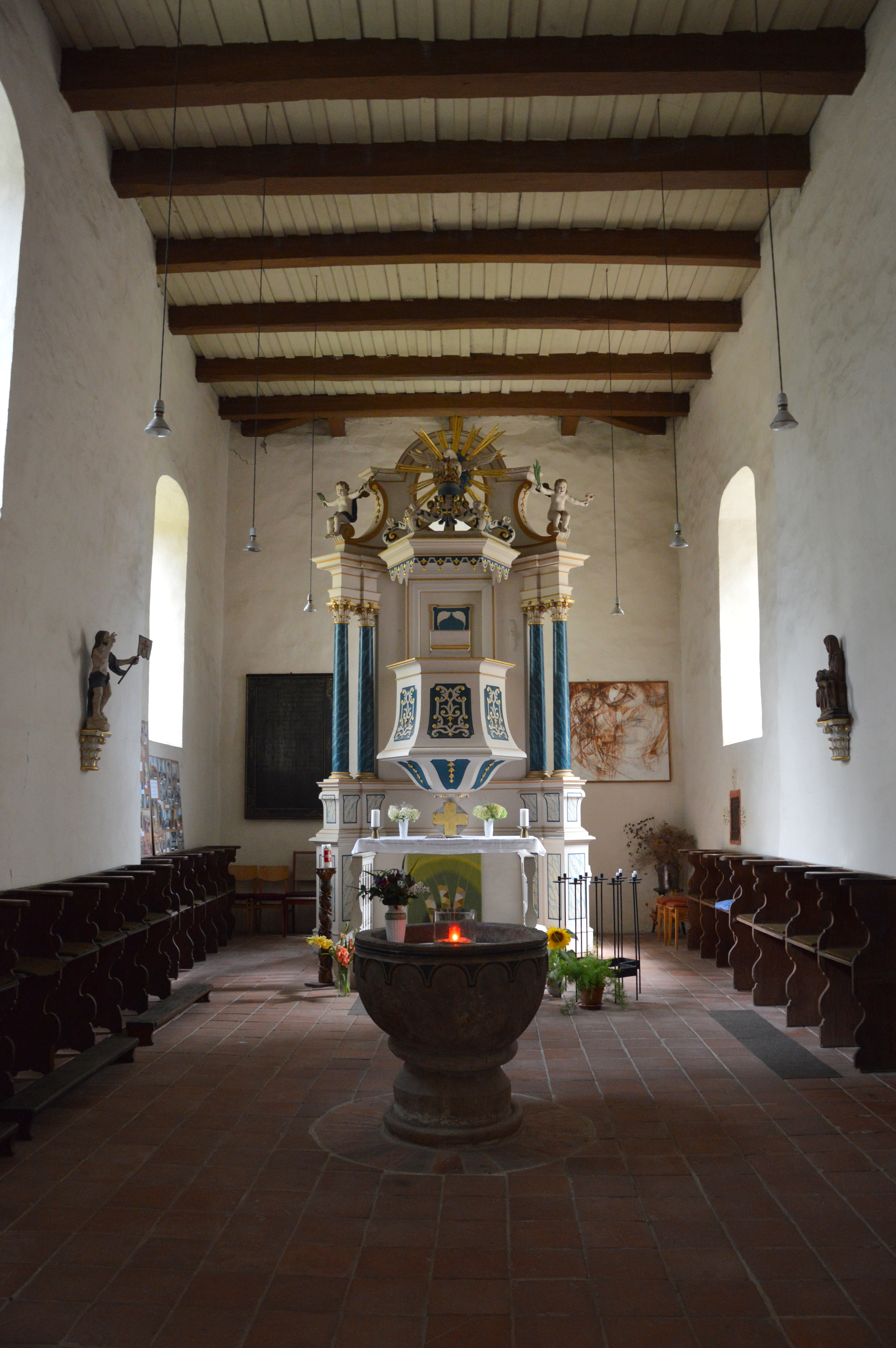
Blick in den Kirchenchor

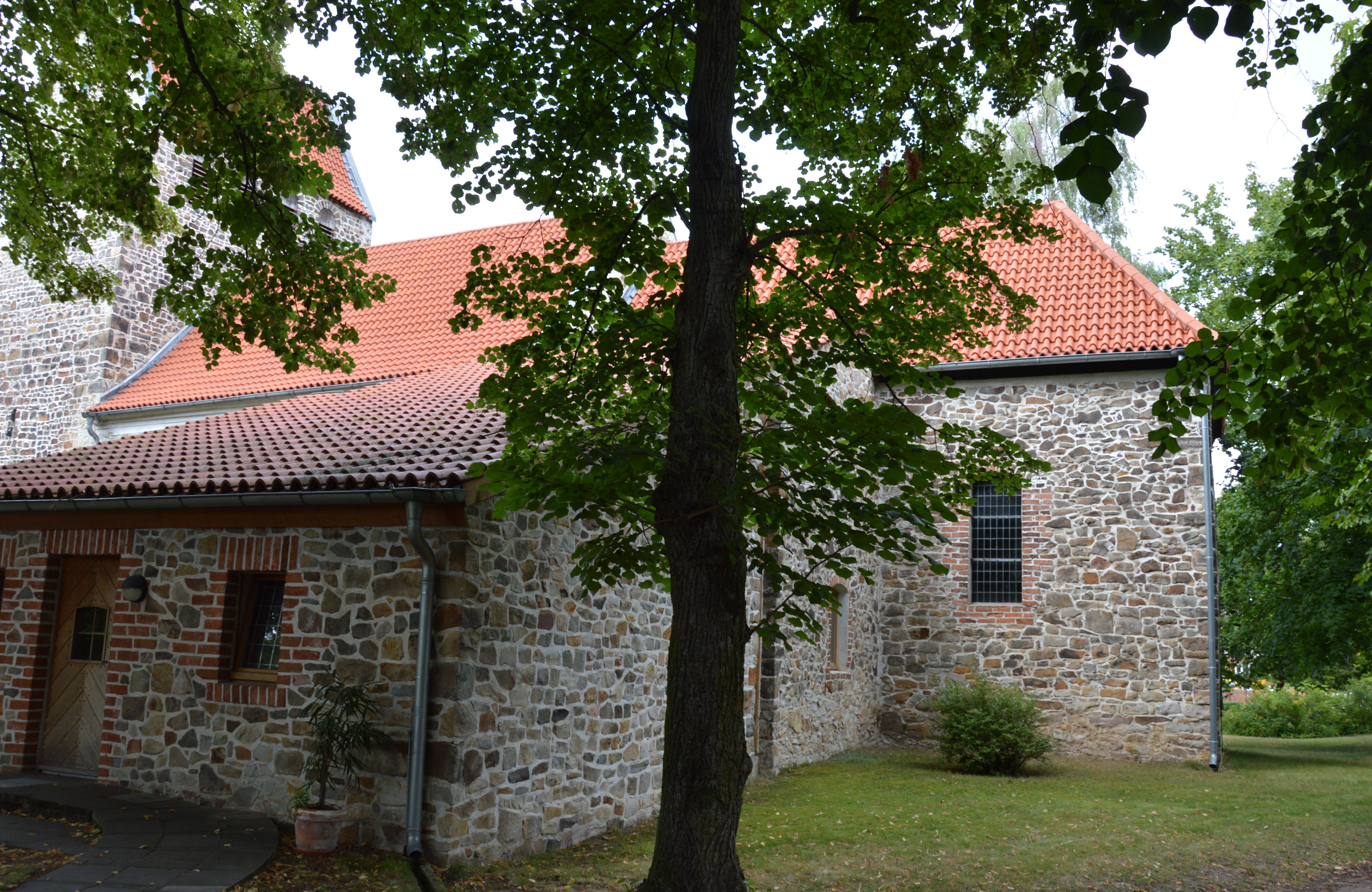
Blick auf Kirchenschiff und Kapelle

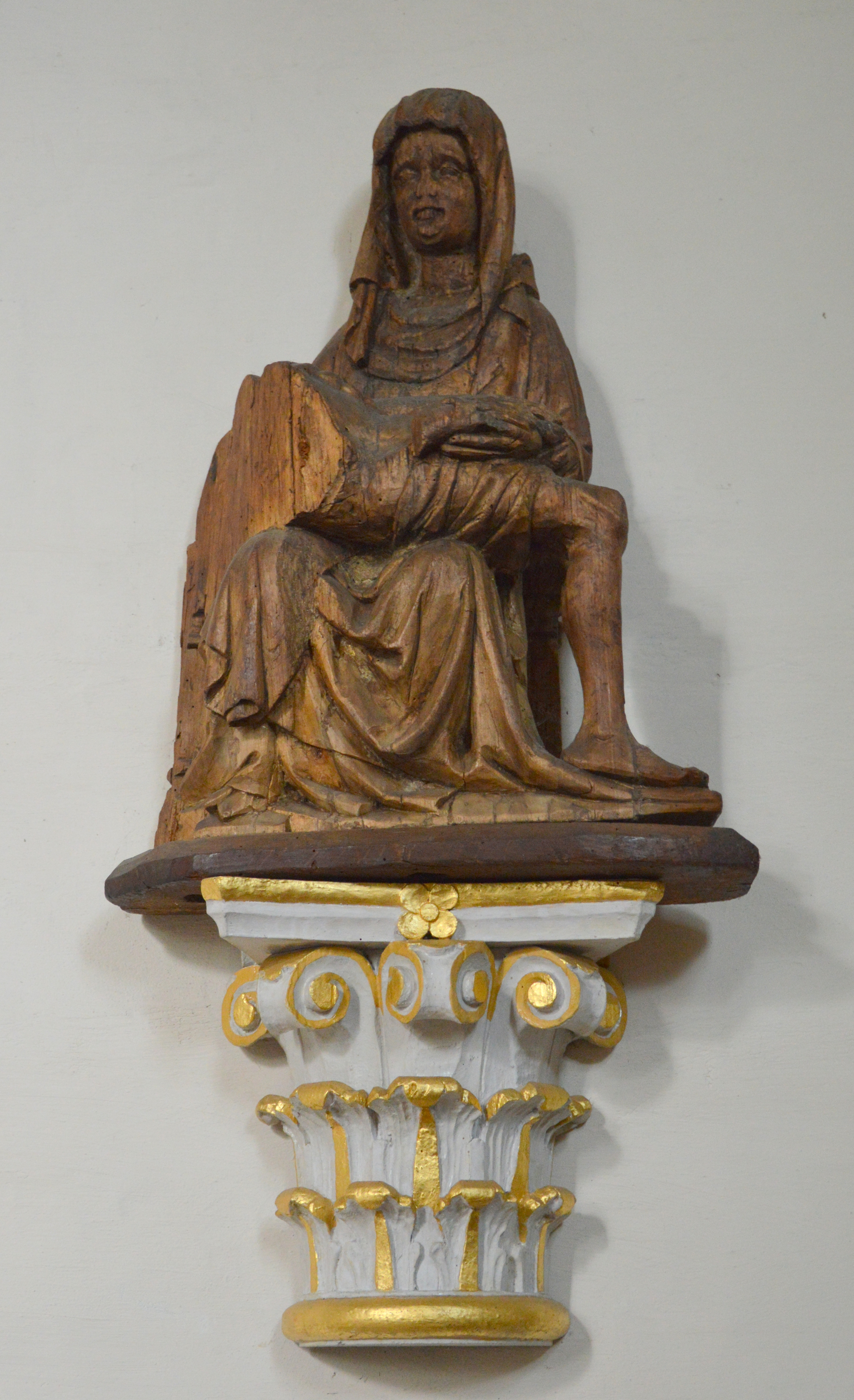
Pietà

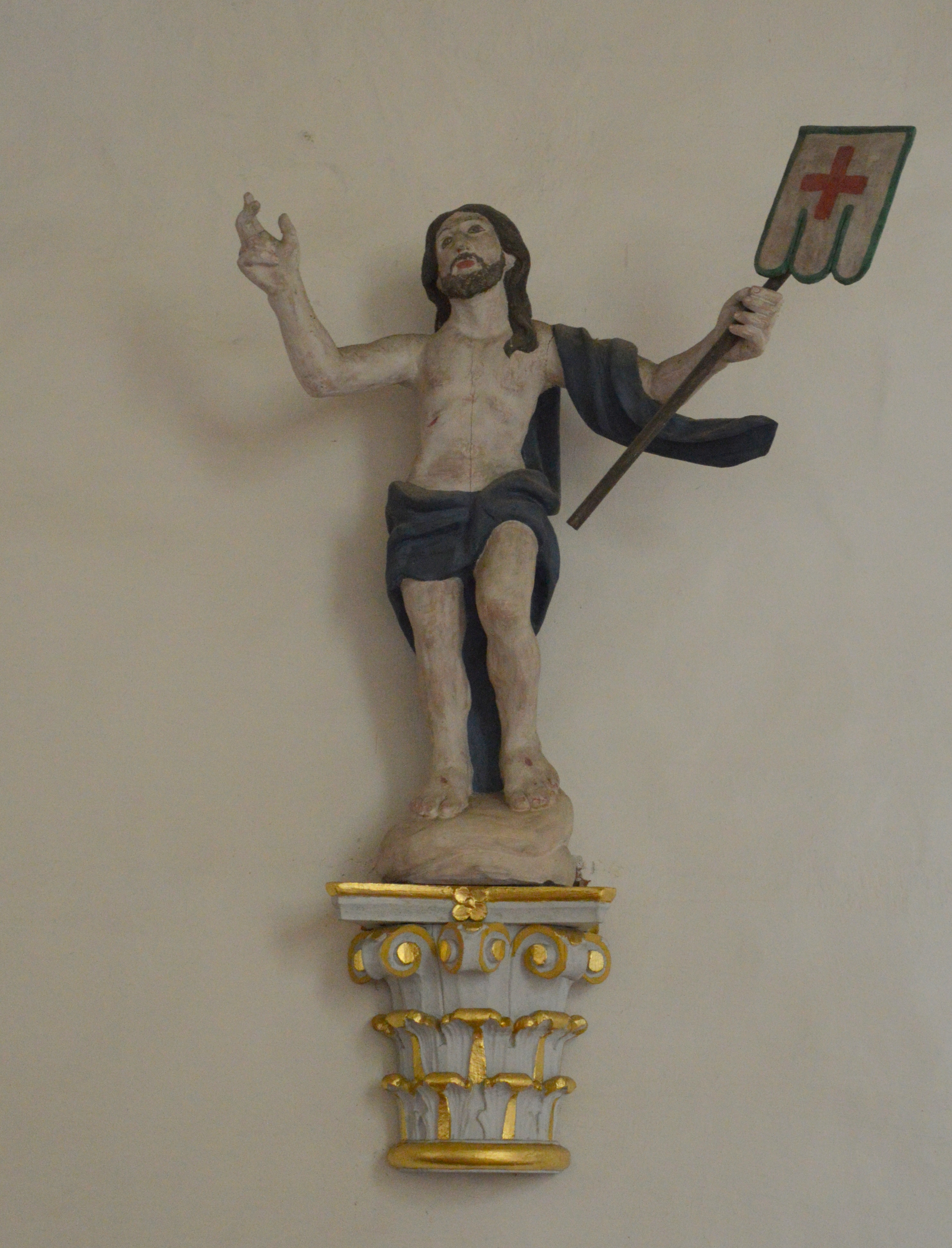
Auferstandener Christus

Die Kirche liegt auf der Nordseite der Magdeburger Straße. Unmittelbar südlich der Kirche befindet sich das Kriegerdenkmal Plötzky.

## Architektur und Geschichte
Das Gotteshaus wurde in der Zeit um 1170 im Stil der Romanik erbaut. Als Baumaterial diente in der näheren Umgebung vorkommender Quarzit. Auf der Westseite der Kirche befindet sich der 17 Meter hohe mit zwölf Schallöffnungen versehene querrechteckige Turm. Er ist mit einem Satteldach bedeckt. Nach Osten erstreckt sich das Kirchenschiff.
Die Kirche diente als Wallfahrtskirche und erhielt daher in der Zeit um 1200 ein Seitenschiff. Hierauf gehen drei große Bögen zurück, die man auf der Südseite und der westlichen Seite der dort befindlichen Marienkapelle erkennen kann. An der Nordseite des Kirchenschiffs haben sich vier kleine romanische Fensteröffnungen erhalten. Ursprünglich befand sich an der Ostseite des Schiffs eine halbrunde Apsis. 1629 wurde die Kirche im Dreißigjährigen Krieg beschädigt. Nach 1690 erfolgten Umbauten, bei denen die Apsis entfernt und die Kirche nach Osten verlängert wurde. Den Abschluss bildet seitdem ein Hoher Chor mit geradem Abschluss.

### Innenausstattung
Das Innere der Kirche ist flach gedeckt. Zwischen Schiff und Chor besteht ein Triumphbogen. Ursprünglich bestand auch zwischen Turm und Schiff ein großer Rundbogen. Der in der Kirche stehende barocke Kanzelaltar wurde im Jahr 1747 vom Gommeraner Tischler Gottfried Wendell und dem Magdeburger Bildhauer Franz Mayer geschaffen. Oberhalb des Schalldeckels ist ein Pelikan zu sehen, der mit seinem Blut seine Jungen füttert. Er wird von zwei Engeln gerahmt, die für Liebe und Treue stehen.
An den Seiten des Chors befindet sich historisches Chorgestühl. Es stammt aus dem bereits 1538 aufgelösten Kloster Plötzky. Auch der in der Kirche befindliche Torso einer Pietà sowie eine in der Marienkapelle befindliche Madonna könnten aus dem Kloster stammen. Sie entstanden um das Jahr 1420 und waren ursprünglich farbig gestaltet. Die an den Figuren bestehenden Beschädigungen entstanden möglicherweise im Dreißigjährigen Krieg. Ihr jetziger Zustand soll an diesen Krieg erinnern. Eine barocke Christusfigur als Auferstandener mit Siegesfahne befindet sich an der nördlichen Wand des Chors.

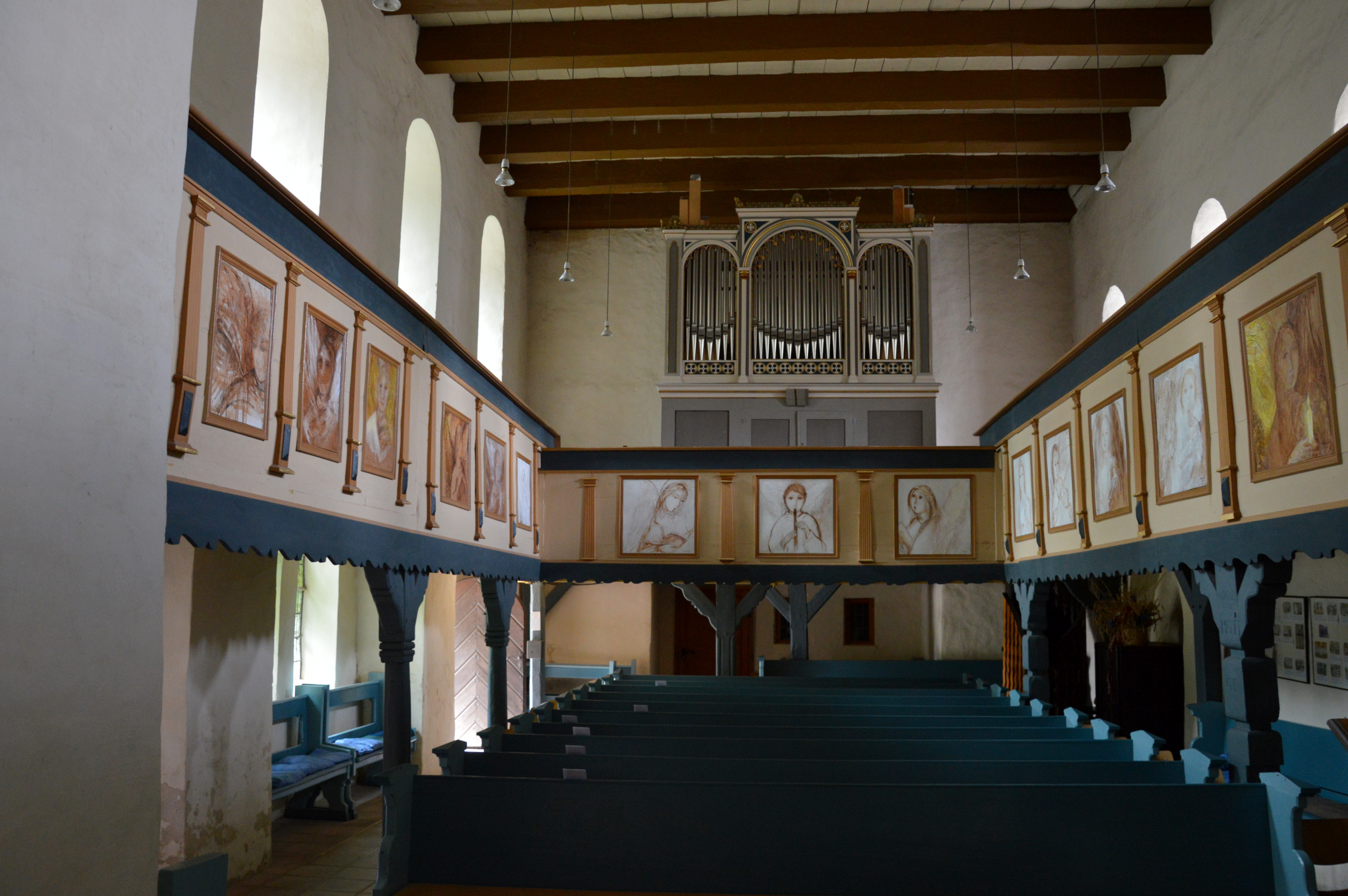
Empore mit den Engelsbildern von Eva-Maria Heseler sowie der Orgel

Rechts vom Altar hängt ein modernes, von der Schönebecker Malerin Eva-Maria Heseler geschaffenes Bild; Heseler schuf im Jahr 2006 auch die Engelsbilder für die Brüstungsfelder der Empore. Die Emporen stammen aus dem Jahr 1663 und waren damals nötig geworden, um der steigenden Zahl von Kirchenbesuchern nach Ende des Dreißigjährigen Krieges zu begegnen.
Im Chor steht der aus der Zeit der Romanik stammende Taufstein. Der aus Sandstein gefertigte Taufstein ist mit einem romanischen Rundbogenfries verziert.
In der Kirche befinden sich auch mehrere Gedenktafeln. An der Nordseite befindet gibt eine alte Tafel die Namen der ersten Pfarrer der Kirche nach der Reformation an.
Von 1984 bis 1987 wurde auf Initiative der Einwohner Plötzkys eine umfangreiche Renovierung der Kirche vorgenommen. Auf der Rückseite befindliche Schuttablagerungen wurden entfernt, die zu einer Durchfeuchtung des Mauerwerks geführt hatten. Die Mauern wurden über mehrere Jahre getrocknet. Im Zuge der Renovierungen fand man im Boden der Kirche die Grabstellen eines Schönebecker Salineherren, eines Kindes und eines Pfarrers. Die Gräber blieben im Boden und wurden mit neuen Platten bedeckt. Die Wände wurden neu verputzt und geweißt. Bei den Arbeiten entdeckte Wandmalereien befanden sich in einem so schlechten Zustand, dass sie nicht erhalten werden konnten. Lediglich im Bereich zwischen den Fenstern an der Nordwand blieben Reste erhalten. Während der Arbeiten wurde auch der Altar restauriert. Die Restaurierung wurde von der Restauratorin Anna-Maria Meussling ausgeführt; die umfassende Renovierung der Kirche erfolgte unter der Leitung ihres Mannes, des Ortspfarrers Rüdiger Meussling.

### Marienkapelle
Auf der Südseite des Schiffs bestand eine kleine Sakristei. Sie wurde im Jahr 2004 in die dort neugebaute Marienkapelle einbezogen. Dabei wurden zwei romanische Fensteröffnungen wieder geöffnet und verglast. Der Neubau wurde ebenfalls aus Quarzit errichtet und passt sich in das Erscheinungsbild der Kirche ein. Die Kapelle wird als Versammlungsraum und Winterkirche genutzt. Sie ist mit Toilette, Fußbodenheizung und Küche ausgerüstet. Alte und neue Fenster wurden von der Künstlerin Hanna Strathausen aus Biesenthal entworfen und von den Halberstädtern Hans und Birk Losert hergestellt. Vom Bildhauer Dario Malkowski stammt eine 2011 der Kirche geschenkte Keramikfigur. Sie stellt Pontius Pilatus dar, der seine Hände in Unschuld wäscht.
Der in der Kapelle befindliche Altar verfügt über einen gotischen Schnitzaltar. Er befand sich ursprünglich in der Sankt-Nikolai-Kirche in Rössen, die jedoch aufgegeben worden war und nur noch als Ruine besteht, und gelangte 1973 nach Plötzky. Von dem ursprünglich als Flügelaltar gearbeiteten Schnitzaltar ist nur der Mittelschrein erhalten. Die Ansätze für die Flügel sind mit Holz verschlossen. Auf dem Schrein sind Dorothea mit dem Körbchen, eine auf einem Halbmond stehende Maria mit dem nackten Jesuskind, Katharina mit dem Rad und Nikolaus dargestellt. Umrahmt wird die Darstellung von einem goldenen Rahmen. Vermutlich entstand das Werk um 1480. Mit diesem Altar gehört die Kirche zur Straße spätgotischer Flügelaltäre.
Im örtlichen Denkmalverzeichnis ist die Kirche unter der Erfassungsnummer 094 98329 als Baudenkmal verzeichnet.

## Orgel

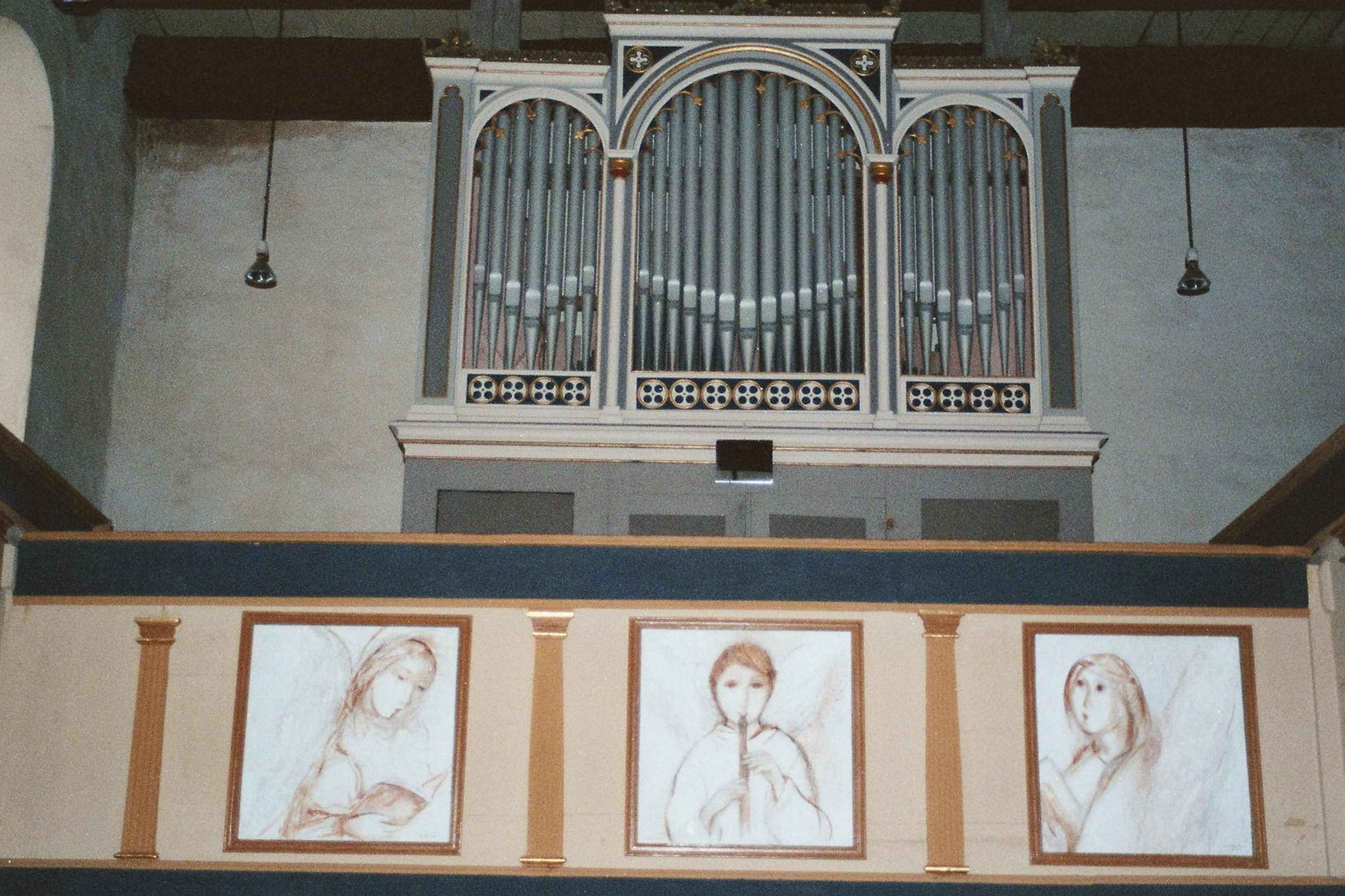
Troch-Orgel von 1863

Die Orgel der Kirche stammt aus dem Jahr 1863 und ist ein Werk von Orgelbauer August Troch aus Neuhaldensleben. Die Orgel wurde 2010 von der Orgelbaufirma Reinhardt Hüfken aus Halberstadt umfassend restauriert. Die Orgel hat insgesamt zwölf Register, davon zehn klingende auf einem Manual und Pedal.
Das Instrument hat folgende Disposition:
1 Manual C–d‴                         
Principal 8′                                 
Gambe 8′                                    
Hohlflöte 8′
Gedackt 8′
Octave 4′
Flauto amabile 4′
Octave 2′
Mixtur 3 fach
Pedal C–d′
Subbass 16′
Oktavbass 8′
Ein Registerzug läutet die Calcanten-Glocke.

## Geläut
Im Kirchturm befinden sich zwei größere Glocken. Die ältere Christusglocke wurde 1863 in Apolda gegossen und trägt die Inschrift Gott segne unser liebes Plötzky. Die zweite Glocke wurde am 13. April 2004 in Lauchhammer gegossen. Die mit Spenden finanzierte Glocke trägt den Text: Christus spricht: Ich lebe und ihr sollt auch leben.